# Lingmex
Lingmex es una base de datos bibliográfica que da cuenta de la investigación lingüística de mexicanos o extranjeros que trabajan diversos aspectos de una amplia gama de lenguas del mundo. Es un proyecto multidisciplinario desarrollado por El Colegio de México y coordinado por la lingüista Rebeca Barriga Villanueva.
Cuenta con más de 16 500 registros, de los cuales, cerca de 5200 disponen de enlaces al texto completo de los documentos, también tiene referencias a otros sitios relacionados con la investigación lingüística y recibe en promedio, más de 4250 visitas al mes de más de 100 países.
El principal objetivo de Lingmex, es el de facilitar el acceso a la información bibliográfica a través de un sitio web de acceso abierto que tiene un motor de búsqueda que provee además de fichas bibliográficas, un análisis detallado de la producción académica por áreas de investigación, lenguas y tesis, a través de gráficas y por periodos de tiempo, para contribuir a la investigación de lingüistas, alumnos, profesores y usuarios que buscan información relevante y especializada en lingüística y lenguas. 

## Historia
Los antecedentes de sistematización de la producción de investigación lingüística en México están descritos en el libro La investigación lingüística en México 1970-1980 de Claudia Parodi, publicado en 1981, el cual mostraba el crecimiento de la lingüística mexicana en una década. Posteriormente, en 1998 se publicó otro libro que incluía un CD interactivo, La lingüística en México 1980-1996 de Rebeca Barriga Villanueva y Claudia Parodi, el cual recopila la información de investigación de los siguientes dieciséis años. A partir de estas publicaciones, se planeó crear una base de datos electrónica e interactiva que se publicó en un sitio web en 2005. Desde entonces Lingmex se actualiza cada seis o nueve meses, en los cuales se acumula nueva información, se optimiza el sistema y se rediseña la interfaz.

## Características
Este sitio ofrece información sobre los resultados de la investigación lingüística, realizada por investigadores mexicanos o extranjeros. Permite la búsqueda por autores, obras realizadas en diferentes áreas del conocimiento lingüístico y lenguas de distintas familias (mexicanas, amerindias, europeas, etc.). Adicionalmente, ofrece información en torno a libros, capítulos, artículos, reseñas o tesis de la temática; así como gráficas que ilustran el desarrollo de la lingüística mexicana por autores, áreas y lenguas en rangos de tiempo. Todos ellos relacionados con la lengua investigada. 

### Áreas temáticas
- Fonética y Fonología
- Morfosintaxis
- Lexicología y Lexicografía, de las que se desprenden: 
  - Antroponimia y Toponimia
  - Diccionarios, Préstamos
  - Terminología
- Semántica
- Pragmática
- Análisis del Discurso
- Semiótica
- Tipología
- Filosofía del Lenguaje
- Dialectología y Geografía Lingüística
- Sociolingüística que cuenta con las subáreas de: 
  - Actitudes[21]
  - Bilingüismo
  - Lectura y Escritura (Alfabetización: creación de alfabetos)
  - Políticas Lingüísticas
- Etnolingüística
- Psicolingüística que contempla:
  - Adquisición y Desarrollo de lengua materna (L1) y segunda lengua (L2)
  - Bilingüismo
  - Lectura y Escritura (Adquisición: procesos)
  - Patología del Lenguaje[22]
  - Neurolingüística que incluye Bilingüismo
- Lingüística Histórica
- Epigrafía
- Historiografía Lingüística[23] que resguarda a la Lingüística Misionera[24]
- Lingüística Aplicada, la cual engloba "Enseñanza de Lenguas" y "Traducción".
- Lingüística y Educación abarca "Enseñanza de la Lengua Oral" y de la "Lengua Escrita".
- Lingüística y Computación
- Documentación Lingüística[25]

### Lenguas
La base de datos de Lingmex cuenta con un acervo de las siguientes lenguas:
- Español
- Lenguas de México
- Lenguas Europeas
- Lenguas Extranjeras (internacionales, que no pertenecen a México)
- Lenguas Amerindias
- Lenguas Asiáticas
- Lenguas Africanas
- Lenguas Australianas
- Lenguas Signadas
- Lenguas Criollas
- Lenguas Autronésicas
- Lenguas Mixtas

### Características técnicas de la base
Autores, lenguas, y áreas pueden están organizados tanto por una interfaz gráfica como por un sistema de consulta computacional basado enː Access, MySQL, PHP, entre otros. En 2019 el sistema web está desarrollado con el IDE Microsoft Visual Studio .NET 2017, Framework 4.5.2, C Sharp y base de datos de Microsoft SQL Server 2014. En el front-end utiliza HTML 5 con bootstrap, JavaScript y CSS.